# Wedelse Molen
De Wedelse Molen is een onderslagmolen in de Belgische gemeente Pelt, gelegen aan de rivier de Dommel. De naam Wedel wijst op een waterige omgeving na een overstroming.

## Geschiedenis
De geschiedenis van de molen zou volgens sommige bronnen teruggaan tot in de 8e eeuw. Het zou dan wellicht de oudste watermolen op de Dommel, en mogelijk zelfs de oudste watermolen in de hele Benelux kunnen zijn, maar dit kan niet bevestigd worden door archeologische vondsten.
In 1259 werd de molen door graaf Arnold IV van Loon verkocht aan de Abdij van Floreffe. In 1765 werd de molen herbouwd. Hierbij werd het molenhuis uit leem vervangen door het huidige gebouw. In 1953 werd de Breugelweg verbreed waardoor het bakhuis verloren ging en in 1955 werd het houten molenwiel vervangen door een metalen wiel. Tot 1957 was de molen in werking. In 1974 werd een taverne ingericht in de molen. Sinds 1980 wordt de molen weer gebruikt als omzetter van waterkracht naar elektriciteit. De oevers van de Dommel aan de molen werden verstevigd in 1994.
In 1995 werd de molen met inbegrip van het sluiswerk en de oeverversteviging een beschermd monument en de omgeving werd beschermd als dorpsgezicht. De molen werd als monument plechtig indienstgesteld op 26 mei van dat jaar.

## Nabijgelegen watermolens
Stroomafwaarts vindt men op de Dommel de Bemvoortse Molen en stroomopwaarts de Kleine Molen.